# Villafranca de los Barros
Villafranca de los Barros (extremadurai nyelven Villafranca delos Barrus) község Spanyolországban, Badajoz tartományban. Villafranca de los Barros Almendralejo, Alange, Ribera del Fresno, Los Santos de Maimona és Fuente del Maestre községekkel határos. Lakosainak száma 12 362 fő (2024).

## Népesség
A település népessége az utóbbi években az alábbiak szerint változott:
| Lakosok száma | 12 531 | 12 618 | 13 056 | 13 356 | 13 269 | 13 314 | 13 224 | 12 835 | 12 534 | 12 362 |
|               | 2001   | 2004   | 2006   | 2009   | 2011   | 2014   | 2016   | 2019   | 2021   | 2024   |